# 소월미도
소월미도(小月尾島)는 월미도 남쪽에 있었던 섬으로, 인천광역시 중구에 있다. 현재 그 자리에는 인천해양경비안전서, 인천해상교통관제센터 등이 있으며, 월미도와의 사이에는 인천 내항의 갑문이 있다.

## 같이 보기
- 월미도